# Pinit Pattabongse
Pinit Pattabongse (Thai: พินิจ ปัตตพงศ์; * um 1930) ist ein thailändischer Badmintonspieler.

## Karriere
Pinit Pattabongse siegte in seiner Heimat erstmals 1952 bei den thailändischen Meisterschaften im Herreneinzel. 1954 gewann er sowohl Einzel als auch Mixed gemeinsam mit Pratuang Pattabongse. 1955 war er erneut im Einzel erfolgreich.

## Sportliche Erfolge
| Saison | Veranstaltung               | Disziplin    | Platz | Name                                     |
| ------ | --------------------------- | ------------ | ----- | ---------------------------------------- |
| 1952   | Thailändische Meisterschaft | Herreneinzel | 1     | Pinit Pattabongse                        |
| 1954   | Thailändische Meisterschaft | Mixed        | 1     | Pinit Pattabongse / Pratuang Pattabongse |
| 1954   | Thailändische Meisterschaft | Herreneinzel | 1     | Pinit Pattabongse                        |
| 1955   | Thailändische Meisterschaft | Herreneinzel | 1     | Pinit Pattabongse                        |